# Malham
Malham ist ein Dorf in der britischen Unitary Authority North Yorkshire mit 120 Einwohnern.
Vom Ort aus führt ein Fußpfad am Flüsschen entlang bis zur Malham Cove, einer halbmondförmigen Kalksteinklippe, die 80 Meter hoch und 200 Meter breit ist. Ursprünglich ergoss sich über diese Klippen ein riesiger Wasserfall aus dem Malham Tarn, einem auf einem Schieferuntergrund ruhender See.
Das heutige Malham Tarn Field Centre war ehemals eine Jagdhütte und Wohnhaus des Industriellen Walter Morrisson, der hier Charles Darwin, John Ruskin und Charles Kingsley zu Gast hatte. Charles Kingsley wurde hier zu seinem Buch Die Wasserkinder (The Water-Babies) inspiriert. 

## Bildergalerie

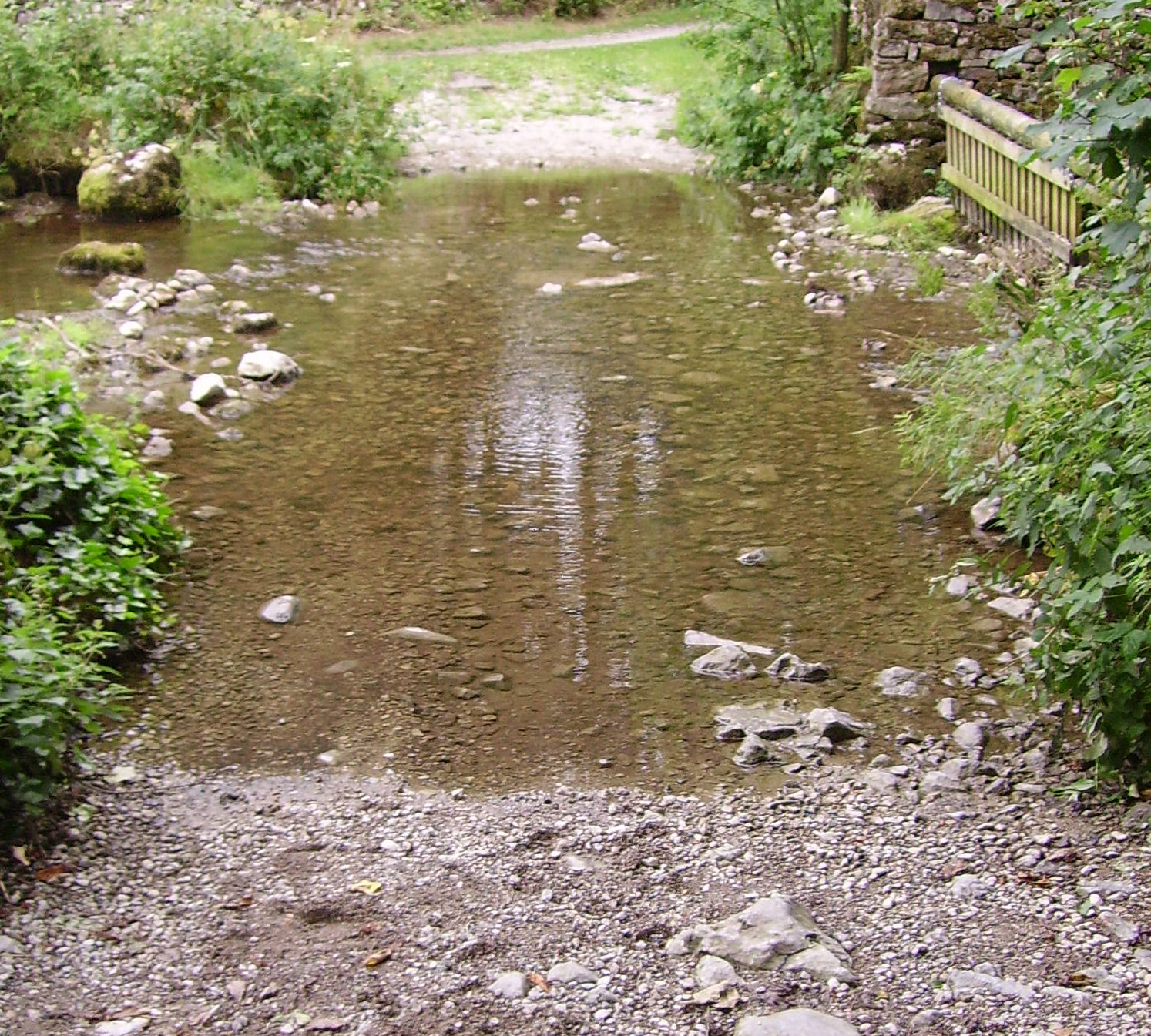
Furt
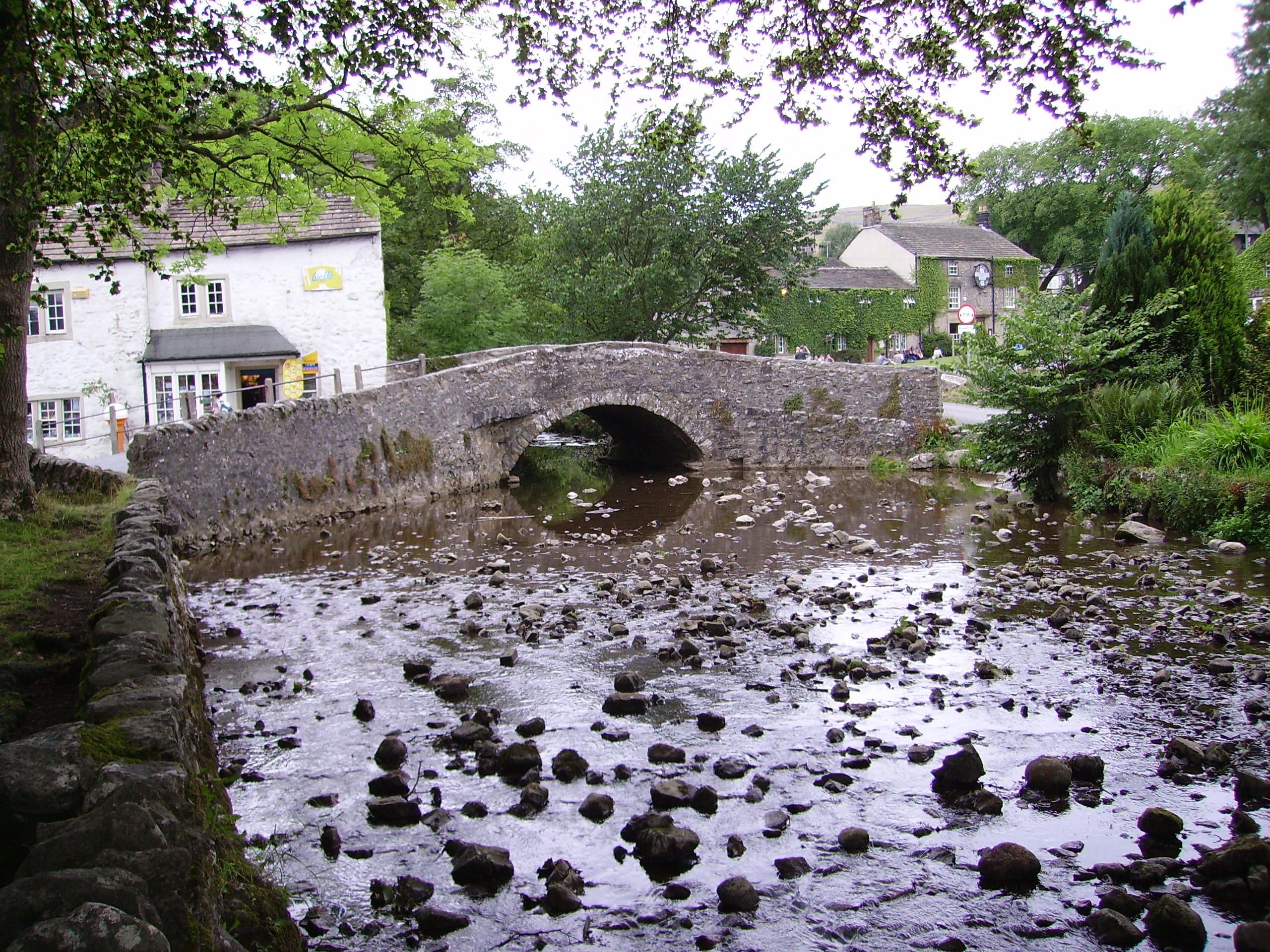
Brücke über den Malham Beck
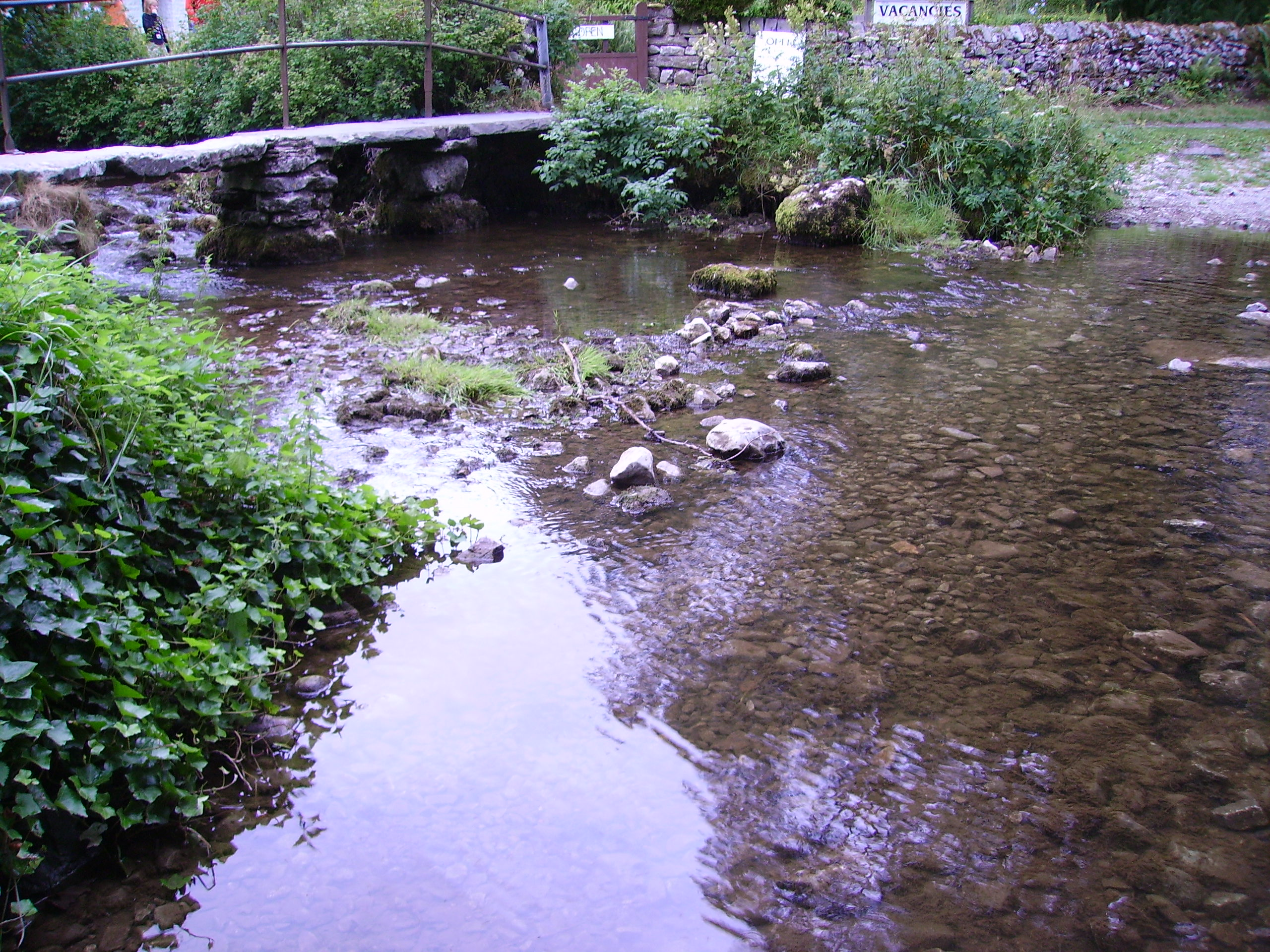
Kleine Brücke
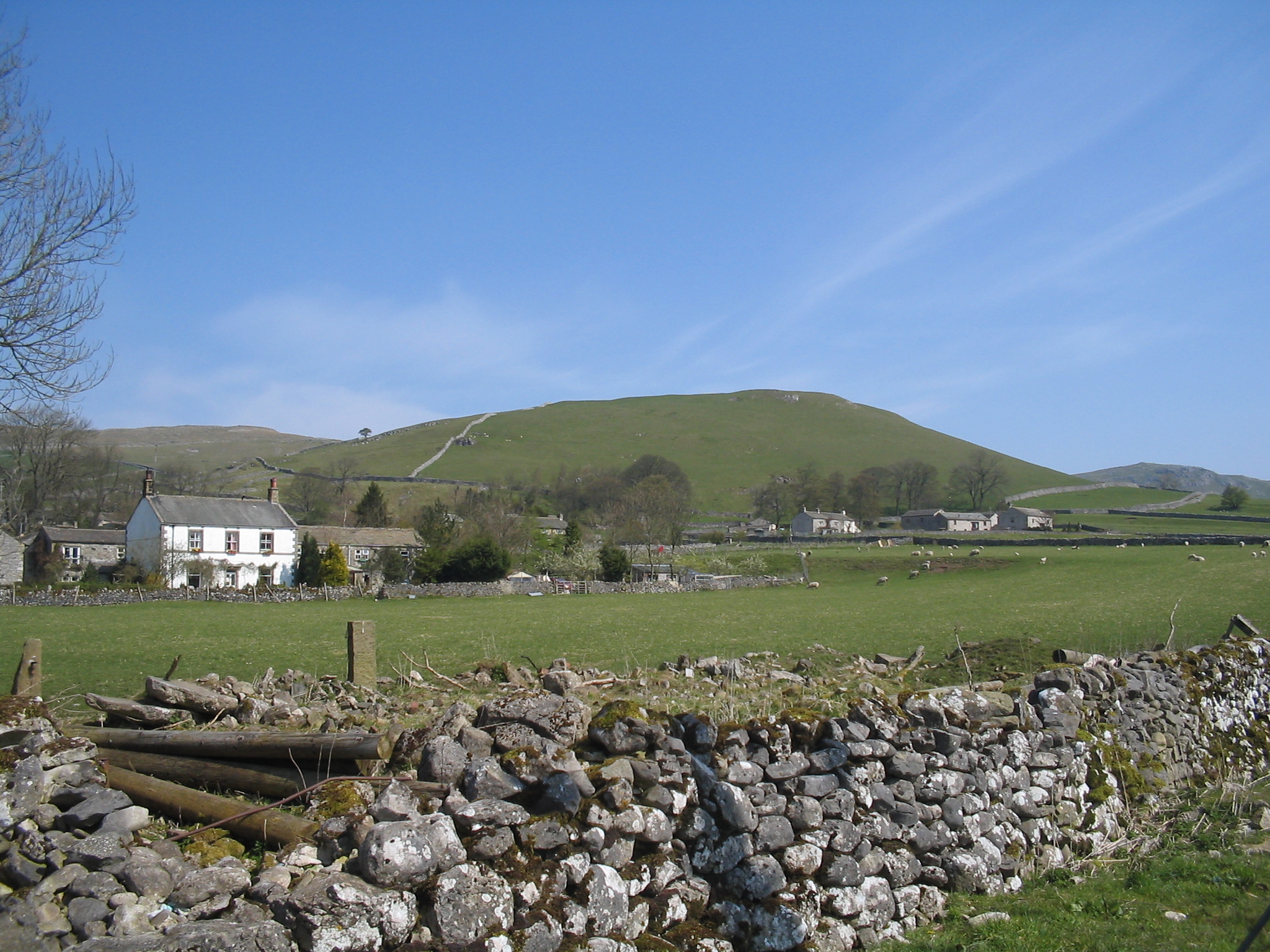
Umgebung